# 云田镇 (陇西县)
云田镇，是中华人民共和国甘肃省定西市陇西县下辖的一个乡镇级行政单位。

## 行政区划
云田镇下辖以下地区：
北站村、石家门村、杜家门村、三湾村、咀头村、二十铺村、三十铺村、神家川村、上大道村、安家咀村、李家门村、张家岔村和回岔村。